# FLiP
FLiP（フリップ）は、2005年に結成された沖縄県出身の4人組ロックバンド。バンド名のFLiPは「弾く」「ぴしっと打つ」などを意味する。バンド名を決める際、何か音楽に関係する言葉にしようということで、ギターなどを「弾く（はじく）」という意味で命名。バンド名の「i」が小文字なのは、「バランスが良いと思ったから」。キャッチコピーは「影と光の間に潜むのは未熟ながらも今を生きるもう一人の人格たち」。
作詞の多くはサチコが担当している。メジャーデビュー後のアルバム『DEAR GIRLS』、『mulu mole』、シングル『カートニアゴ』と『未知evolution』は、元SUPERCARのいしわたり淳治がプロデュースを手掛けた。
2016年、渋谷TSUTAYA O-WESTでのライブをもって活動休止。

## 略歴
2005年10月6日、沖縄県那覇市にて結成される。国際通りのマクドナルドにて、当時高校2年生だったサチコ（ボーカル・ギター）が「かっこいい女の子バンドを組みたい」と中学時代からの同級生ユウコ（ギター）に相談。その後、高校の同級生であったサヤカ（ベース）、ユウミ（ドラム）の順に加わり、バンドを結成。地元のライブハウスを中心に精力的にライブ活動を続ける。バンド結成当初は、グリーン・デイやエルレガーデン、アブリル・ラヴィーンなどの洋楽や英語の歌詞の曲をコピーしていた。その理由は、「ハイ・スタンダードやMONGOL800も好きだったが洋楽も好きだったのと、やりたいと思う曲が洋楽に多かったから」（サチコ、サヤカ）。その影響で、初期のオリジナル曲は英詞が多かった。その後、プロデューサーとなったいしわたりの影響で、日本語でちゃんと伝わるメッセージというものを意識しながら歌詞を書くようになった。
2008年6月、MONGOL800を輩出したことで知られるインディーズ・レーベルのハイ・ウェーブより、初のミニアルバム『母から生まれた捻くれの唄』をリリース。
2009年3月、世界中から多くのミュージシャンが集うアメリカの音楽見本市、SXSW（サウス・バイ・サウスウェスト）2009に参加し、そのまま「SXSW 2009, US TOUR」でニューヨーク、ボストン、シカゴなど8カ所9公演を敢行。
2010年2月3日、サウンドプロデューサーにいしわたり淳治を迎えてリリースされたミニアルバム『DEAR GIRLS』でデフスターレコーズよりメジャーデビューを果たした。
2011年4月29日、上京前最後となる地元ライブを開催。
2013年6月、初の全曲セルフプロデュースとなる3rdアルバム『LOVE TOXiCiTY』をリリース。
2014年7月1日、EMI Recordsへの移籍を発表。
2016年1月9日、活動休止を発表し、3月5日に渋谷TSUTAYA O-WESTにてラストライブ「WonderLand」を開催し活動休止。

## メンバー
※特記を除き、出典は公式サイトの「BIO」。
- Sachiko（サチコ、1988年5月24日 - ）（37歳） - ボーカル & エレクトリック・ギター
本名は渡名喜 幸子（となき さちこ）[12][13]。
血液型はA型。
楽曲の作詞も全て行う。
2017年にソロプロジェクト「MAISON "SEEK"」（メゾンシーク）としての活動を開始[14]。

- Yuko（ユウコ、1989年3月11日 - ）（36歳） - エレクトリック・ギター & コーラス
本名は長堂 祐子（ながどう ゆうこ）[12]。
血液型はA型。
2016年7月よりLAZYgunsBRISKYにサポートメンバーとして参加、10月28日に正式加入[15]。
2018年よりユウミと共に岸谷香の新プロジェクトであるUnlock the girlsのメンバーとしても活動[16]。

- Sayaka（サヤカ、1988年4月14日 - ）（37歳） - ベース & コーラス
本名は宮城 佐野香（みやぎ さやか）[12]。
血液型はA型。

- Yuumi（ユウミ、1989年3月31日 - ）（36歳） - ドラムス & コーラス
本名は玉城 裕未（たまき ゆうみ）[12][13]。
血液型はA型。
2016年8月よりminus(-)のサポートドラマーを務める[17]。同年12月からはレイ・マストロジョバンニ率いるDE BESOのメンバーとしての活動を開始したが、2019年12月に解散[18]。
2018年よりユウコと共に岸谷香の新プロジェクトであるUnlock the girlsのメンバーとして活動[16]。

## ディスコグラフィ
※「最高位」は、オリコンウィークリーランキングでの順位。

### シングル
|     | 発売日        | タイトル       | 規格品番                                    | レーベル           | 最高位 |
| --- | ------------- | -------------- | ------------------------------------------- | ------------------ | ------ |
| 1st | 2011年2月23日 | カートニアゴ   | DFCL-1752:初回生産限定盤 DFCL-1754:通常盤   | デフスターレコーズ | 32位   |
| 2nd | 2011年12月7日 | ホシイモノハ   | DFCL-1818:初回生産限定盤 DFCL-1820:通常盤   | デフスターレコーズ | 106位  |
| 3rd | 2012年2月8日  | ワンダーランド | DFCL-1833:初回生産限定盤 DFCL-1835:通常盤   | デフスターレコーズ | 27位   |
| 4th | 2014年10月1日 | GIRL           | UPCH-89184:初回生産限定盤 UPCH−80385:通常盤 | EMI Records Japan  | 70位   |

### ミニアルバム
|     | 発売日        | タイトル                 | 規格品番                              | レーベル           | 最高位 |
| --- | ------------- | ------------------------ | ------------------------------------- | ------------------ | ------ |
| 1st | 2008年6月25日 | 母から生まれた捻くれの唄 | HICC-2618                             | HIGHWAVE           | 圏外   |
| 2nd | 2009年5月20日 | 感傷中毒                 | HICC-2818                             | HIGHWAVE           | 圏外   |
| 3rd | 2010年2月3日  | DEAR GIRLS               | DFCL-1599                             | デフスターレコーズ | 140位  |
| 4th | 2010年9月15日 | mulu mole                | DFCL-1674                             | デフスターレコーズ | 268位  |
| 5th | 2015年5月6日  | BIRTH                    | UPCH-29184：初回盤 UPCH-20388：通常盤 | EMI Records Japan  | 65位   |

### フルアルバム
|     | 発売日        | タイトル      | 規格品番                                  | レーベル           | 最高位 |
| --- | ------------- | ------------- | ----------------------------------------- | ------------------ | ------ |
| 1st | 2011年5月25日 | 未知evolution | DFCL-1776:初回生産限定盤 DFCL-1778:通常盤 | デフスターレコーズ | 59位   |
| 2nd | 2012年5月16日 | XX emotion    | DFCL-1888:初回生産限定盤 DFCL-1890:通常盤 | デフスターレコーズ | 27位   |
| 3rd | 2013年6月26日 | LOVE TOXiCiTY | DFCL-2014:初回生産限定盤 DFCL-2016:通常盤 | デフスターレコーズ | 64位   |

### 収録作品
| 発売日         | タイトル                                              | 収録曲                       |
| -------------- | ----------------------------------------------------- | ---------------------------- |
| 2008年07月23日 | Okinawan Life-sized Music 亜熱帯ショーケース          | 「母から生まれた捻くれの唄」 |
| 2011年06月22日 | 銀魂BEST2                                             | 「カートニアゴ」             |
| 2012年08月22日 | オリオンビール55周年記念 オリオンビールCMソング大全集 | 「OH Darling!」              |
| 2013年11月27日 | 銀魂BEST3                                             | 「ワンダーランド」           |
| 2013年12月18日 | And Your Birds Can Sing                               | 「Color Me Blood Red」       |

## タイアップ一覧
| 使用年 | 曲名           | タイアップ                                                                       |
| ------ | -------------- | -------------------------------------------------------------------------------- |
| 2010年 | 恋ならば       | NHK-FM『ミュージックライン』2010年10・11月度オープニングテーマ                   |
| 2011年 | カートニアゴ   | テレビ東京系アニメ『よりぬき銀魂さん』第1期オープニングテーマ（第40話 - 第51話） |
| 2011年 | Oh Darling!    | オリオンビール「オリオンスペシャルX」CMソング                                    |
| 2011年 | ホシイモノハ   | テレビ朝日系『ストリートファイターズ』12月度マンスリー・プライチ                 |
| 2011年 | ホシイモノハ   | 長崎国際テレビ『AIR』12月度オープニングテーマ                                    |
| 2012年 | ホシイモノハ   | 北海道テレビ『夢チカ18』2012年1月度オープニングテーマ                            |
| 2012年 | ワンダーランド | テレビ東京系アニメ『銀魂'』オープニングテーマ（第241話 - 第252話）               |
| 2012年 | ワンダーランド | 常口アトム「JOGJOG」CMソング                                                     |
| 2012年 | CHERRY BOMB    | オリオンビール「オリオンスペシャルX」CMソング                                    |
| 2014年 | GIRL           | テレビ岩手『ねだらX』2014年10月度オープニングテーマ                              |
| 2015年 | JEREMY         | 福島中央テレビ『二畳半レコード』エンディングテーマ                               |

### ヘビーローテーション/パワープレイ

#### テレビ
| 放送年 | 曲名        | ヘビーローテーション/パワープレイ                              |
| ------ | ----------- | -------------------------------------------------------------- |
| 2012年 | CHERRY BOMB | 日本テレビ系『音龍門 〜MUSIC DRAGON GATE〜』Baby Dragon's Gate |
| 2014年 | GIRL        | 日本テレビ系『ミュージックドラゴン』ドラゴンズ・アイ           |

## ラジオ
FLiPのホントはそうじゃないんです
エフエム沖縄『Radio dub』の「Artist side」（フロート番組）火曜日担当。（2009年4月7日 - 9月29日、21:30 - 21:42）
番組の主な流れは、コーナー→リスナーからの質問・お便り→セレクト曲→ライブ告知等。

### コーナー
- キャピキャピ検定
女子4人という見た目とは裏腹に、おっさんくさいとよく言われるらしい。「女の子らしく」をテーマに、様々なシチュエーション・トピックでのキャピキャピ度を検定するコーナー。略して「キャピ検」。（番組開始から7月28日まで）
- 魁!男らしい塾
悩める男子からの相談を、男らしいFLiPがぶった切るコーナー。（8月4日から番組終了まで）

## ライブ活動
- 沖縄を拠点にライブを精力的に行う。メジャーデビュー後、県外でのライブ活動も精力的に行っている。
- 主なライブ拠点は那覇市「cyber-box」「桜坂セントラル」、宜野湾市「Human stage」「K-mind」、北谷町「SALT&PEPPER」、沖縄市「7th heaven」など。
- 2008年8月10日、「SUMMER SONIC 2008」SIDE-SHOWに参加。
- セカンドアルバムである『感傷中毒』レコ発ライブを2009年5月22日「Human stage」で開催。
- 2009年6月に『感傷中毒』リリース記念ライブツアーを敢行。
- 2009年7月4日に行われた第27回ピースフルラブ・ロックフェスティバルに参加。その際に、「ライラ」を初披露。この時点では曲名は未定だった。
- 2010年4月から『DEAR GIRLS』リリースツアーを敢行。
- 2010年5月21日に『DEAR GIRLS』リリースツアーファイナルを沖縄で開催。
- 2010年8月22日にSky Jamboree 2010 ～愛～に参加。
- 2010年9月17日の沖縄での公演を皮切りに、『mulu mole』リリース記念〜全国LIVE TOUR 2010 秋の陣〜を敢行。
- 2011年4月1日より、初のワンマンライブツアーである『カートニアゴ』リリース記念　東京・名古屋・大阪ワンマン・ライブツアーを敢行。
- 2011年6月2日より、『未知evolution』リリース記念 〜ひ、と、の、ざま!! TOUR〜を敢行。
- 2011年7月30日にGIRLS' FACTORY 11に参加。
- 2011年8月5日にROCK IN JAPAN FESTIVAL 2011に参加。
- 2011年9月4日にRUSH BALL 2011に参加。
- 2011年9月10日にTREASURE05X 2011 ～greatest pleasure～に参加。
- 2011年10月22日にGIRLS' FACTORY LIVE 1022に参加。
- 2012年1月8日より、ワンマンライブツアーである『女子力アップ×2 TOUR』を敢行。
- 2012年4月30日にNiigata Rainbow ROCK Marketに参加。
- 2012年5月5日にCOMIN'KOBE12に参加。
- 2012年5月12日にFM802 & SPACE SHOWER TV presents SWEET LOVE SHOWER 2012 SPRINGに参加。
- 2012年5月16日にOSAKA MUSE 25th Anniversary"ガムシャロック 第弐拾弐話"に参加。
- 2012年5月17日にMUSE PUSH ON 2012に参加。
- 2012年5月26日にROCKS TOKYO 2012に参加。
- 2012年6月3日にSAKAE SP-RING 2012に参加。
- 2012年6月8日より、「XX emotion」リリースツアー　～喜怒愛ROCK～を敢行。ゲストにI-RabBits,ne-co,ROOKiEZ is PUNK'D
- 2012年7月14日にMURO FESTIVAL 2012に参加。
- 2012年7月16日にバンドやろうよ!!Vol.3に参加。
- 2012年7月22日にJOIN ALIVE 2012に参加。
- 2012年7月29日にHIGHER GROUND 2012に参加。
- 2012年8月5日にROCK IN JAPAN FESTIVAL 2012に参加。
- 2012年8月8日にジャングル☆ライブ vol.2に参加。
- 2012年8月12日にa-nation musicweek GIRLS ROCK FACTORY 12に参加。
- 2012年8月19日にSUMMER SONIC 2012に参加。
- 2012年9月1日にTREASURE05X 2012 ～dancing colorz～に参加。
- 2012年9月16日にFLOW THE PARTY2012「対バン THE MAX!!!」に参加。
- 2012年9月21日にTHE ROCK GARAGEに参加。
- 2012年9月25日・26日にUNLIMITS NeON TOUR 2012-秋の夜長にNeONを灯す-に参加。
- 2012年9月28日にROACH Presents 「098」に参加。
- 2012年10月6日より、FLiP 2nd Album「XX emotion」リリースツアー～喜怒愛ROCK ワンマンVer.～に参加。
- 2012年10月8日にUNIONWAY FEST 2012に参加。
- 2012年10月12日にMINAMI WHEEL 2012に参加。
- 2012年11月4日にかまた祭 -KAMAROCK FESTIVAL 2012-に参加。
- 2012年12月17日にLOVE! LIFE! LIVE! ～X'mas special～に参加。
- 2012年12月31日にCOUNTDOWN JAPAN 12/13に参加。
- 2013年1月14日にKOBE太陽と虎 presents 新春2マンウィーク2013 7発目に参加。
- 2013年1月20日にBTLR TOUR FINALに参加。
- 2013年2月19日に真空パック vol.6に参加。
- 2013年3月9日にREDLINE BEGINNING TOUR2013に参加。
- 2013年3月17日にHAPPY JACK 2013に参加。
- 2013年3月18日に"DRUM Be-7 10周年おめでとう"スペシャルライヴ『HAPPY 7!』に参加。
- 2013年3月20日にSANUKI ROCK COLOSSEUMに参加。
- 2013年3月21日より、FLiP Presents「RESPECT vol.5 TOUR」を敢行。ゲストにFUNKIST,Hello Sleepwalkers,SWANKY DANK,TRICERATOPS,アルカラ
- 2013年4月29日にCOMIN'KOBE13に参加。
- 2013年5月10日にla la larks presents 「OS 03」に参加。
- 2013年5月26日にTOKYO METROPOLITAN ROCK FESTIVAL 2013に参加。
- 2013年6月9日にSAKAE SP-RING 2013に参加。
- 2013年6月20日・21日にSiM EViLS TOUR 2013に参加。
- 2013年6月30日に神戸ライブサーキットイベント ネコフェス2013に参加。
- 2013年7月6日にESP学園Presents COLORS2013に参加。
- 2013年7月7日より、FLiP 3rd Album Release Tour「LOVE THE TOXiC CiTY」を敢行。
- 2013年7月20日にバンドやろうよ!!Vol.4に参加。
- 2013年8月10日にSUMMER SONIC 2013に参加。
- 2013年8月29日にORGAN DONOR-心斎橋CLUB DROP 10th ANNIVERSARY-に参加。
- 2013年8月31日にTREASURE05X 2013 10th Anniversaryに参加。
- 2013年9月6日に音楽的初期衝動に参加。
- 2013年9月21日に中津川 THE SOLAR BUDOKAN 2013に参加。
- 2013年10月10日にFLiPパック-Reply-を開催。
- 2013年10月15日にREDLINE TOUR 2013 10DAYSに参加。
- 2013年11月16日に鳴門教育大学学園祭＜ワンダーランドへのパスポート＞に参加。
- 2013年12月18日に日本工学院ミュージックカレッジ presents Exceed The Limitに参加。
- 2014年1月5日にROCK IT LOUD!2014 Girls Wanna Rockに参加。
- 2014年1月11日に心斎橋の如く2014に参加。
- 2014年1月19日にAnd Your Birds Can Sing In Kyotoに参加。
- 2014年2月2日にAnd Your Birds Can Sing In Tokyoに参加。
- 2014年2月13日にフリージアとショコラ2014に参加。
- 2014年2月23日に『音速ライン』×『LOFT』新宿5DAYSに参加。
- 2014年3月1日にJUICY GIRLS Vol.6に参加。
- 2014年3月14日・15日につしまみれ「SPEEDY WONDERFULL WORLD TOUR 2014 JAPAN」に参加。
- 2014年3月16日にHAPPY JACK 2014に参加。
- 2014年3月19日にTHE SOLAR BUDOKAN 2014 IN SHIBUYA Vol.2に参加。
- 2014年3月21日にSHANK Baitfish Attitude TOUR 2014に参加。
- 2014年3月22日にOTOEMON FESTA 2014に参加。
- 2014年4月11日にUPLIFT SPICE ØØØ TOUR 2013-2014に参加。
- 2014年4月16日にTREASURE SQUAREに参加。
- 2014年4月29日にNAONのYAON 2014に参加。
- 2014年6月6日にBARBARS presents!『RUBBERGIRL vo.2』に参加。
- 2014年6月16日にMAMADRIVE Japan Hole tourに参加。
- 2014年6月29日にI-RabBits presents 響姫祭2014に参加。
- 2014年7月5日より、FLiiiiiP MASH UP EDiTiON～メンバー1人増やしていいですか?～※今回のツアーだけ♡ご了承ください!を敢行。
- 2014年8月3日にROCK IN JAPAN FESTIVAL 2014に参加。
- 2014年8月20日にGIRLS ROCK SUMMER SPLASH!! 2014に参加。
- 2014年8月24日にDISK GARAGE MUSIC MONSTERS -2014 summer-に参加。
- 2014年9月27日に中津川 THE SOLAR BUDOKAN 2014に参加。
- 2014年11月2日より、SOME LiKE iT HOT!! TOUR 2014を敢行。

### Japan Nite US tour 2009
- 2009年、Japan Nite US tour 2009に参加。アメリカ合衆国各地を回った。
オースティン、ニューヨーク、ケンブリッジ、シカゴ、デンバー、シアトル、サンフランシスコ、ロサンゼルスの8都市を巡るツアー。